# Maung Maung Lwin
Maung Maung Lwin (မောင်မောင်လွင်; Yangon, 18 giugno 1995) è un calciatore birmano, attaccante del Lamphun Warrior e della nazionale birmana.

## Carriera

### Club
Ha giocato nella prima divisione birmana e nella seconda divisione thailandese.

### Nazionale
Ha partecipato ai Mondiali Under-20 del 2015. Nel medesimo anno ha anche esordito in nazionale maggiore.

## Statistiche

### Cronologia presenze e reti in nazionale
| Cronologia completa delle presenze e delle reti in nazionale ― Birmania | Cronologia completa delle presenze e delle reti in nazionale ― Birmania | Cronologia completa delle presenze e delle reti in nazionale ― Birmania | Cronologia completa delle presenze e delle reti in nazionale ― Birmania | Cronologia completa delle presenze e delle reti in nazionale ― Birmania | Cronologia completa delle presenze e delle reti in nazionale ― Birmania | Cronologia completa delle presenze e delle reti in nazionale ― Birmania | Cronologia completa delle presenze e delle reti in nazionale ― Birmania |
| Data                                                                    | Città                                                                   | In casa                                                                 | Risultato                                                               | Ospiti                                                                  | Competizione                                                            | Reti                                                                    | Note                                                                    |
| ----------------------------------------------------------------------- | ----------------------------------------------------------------------- | ----------------------------------------------------------------------- | ----------------------------------------------------------------------- | ----------------------------------------------------------------------- | ----------------------------------------------------------------------- | ----------------------------------------------------------------------- | ----------------------------------------------------------------------- |
| 8-10-2015                                                               | Bangkok                                                                 | Birmania                                                                | 0 – 2                                                                   | Libano                                                                  | Qual. Mondiali 2018                                                     | -                                                                       | 79’                                                                     |
| 29-3-2016                                                               | Sidone                                                                  | Libano                                                                  | 1 – 1                                                                   | Birmania                                                                | Qual. Mondiali 2018                                                     | -                                                                       | 74’                                                                     |
| 5-9-2019                                                                | Ulan Bator                                                              | Mongolia                                                                | 1 – 0                                                                   | Birmania                                                                | Qual. Mondiali 2022                                                     | -                                                                       | 63’, 65’                                                                |
| 14-11-2019                                                              | Mandalay                                                                | Birmania                                                                | 4 – 3                                                                   | Tagikistan                                                              | Qual. Mondiali 2022                                                     | 1                                                                       | 73’                                                                     |
| 19-11-2019                                                              | Mandalay                                                                | Birmania                                                                | 1 – 0                                                                   | Mongolia                                                                | Qual. Mondiali 2022                                                     | -                                                                       | 86’                                                                     |
| 28-5-2021                                                               | Chiba                                                                   | Giappone                                                                | 10 – 0                                                                  | Birmania                                                                | Qual. Mondiali 2022                                                     | -                                                                       | cap.                                                                    |
| 11-6-2021                                                               | Osaka                                                                   | Birmania                                                                | 1 – 8                                                                   | Kirghizistan                                                            | Qual. Mondiali 2022                                                     | -                                                                       | cap.                                                                    |
| 15-6-2021                                                               | Osaka                                                                   | Tagikistan                                                              | 4 – 0                                                                   | Birmania                                                                | Qual. Mondiali 2022                                                     | -                                                                       | cap.                                                                    |
| 22-3-2023                                                               | Imphal                                                                  | India                                                                   | 1 – 0                                                                   | Birmania                                                                | Amichevole                                                              | -                                                                       | cap.                                                                    |
| 11-6-2024                                                               | Vientiane                                                               | Corea del Nord                                                          | 4 – 1                                                                   | Birmania                                                                | Qual. Mondiali 2026                                                     | -                                                                       | cap.                                                                    |
| Totale                                                                  |                                                                         | Presenze                                                                | 10                                                                      |                                                                         | Reti                                                                    | 1                                                                       |                                                                         |

## Palmarès

### Club

#### Competizioni nazionali
- Campionato birmano di calcio: 2

Yangon Utd: 2015, 2018